# هنري دي فلاندرز
هنري دي فلاندرز (حوالي. 1176 - 11 يونيو 1216) كان إمبراطور الثاني لـ الإمبراطورية القسنطينية اللاتينية، كان الأبن الأصغر لـ بالدوين الخامس، كونت هينو ومارغريت الأولى، كونتيسة فلاندرز شقيقة فيليب دي الألزاس، كونت فلاندرز، خاص معركة نجاح ضد البلغار، وأيضا صراعات مع تيودور الأول كومينيوس، واستطاع انتصار في بعضها.